# Lambert Kraus
Lambert Kraus OSB, Taufname: Philipp Josef Anton (* 17. September 1728 in Pfreimd/Oberpfalz; † 27. November 1790 in Metten) war Komponist und Abt in der bayerischen Benediktinerabtei Metten.

## Biografie
Nach seinem Eintritt in das Kloster Metten 1747 und der Profess 1748 war Lambert Kraus (stellvertretender) Direktor des Klosterseminars und ab 1752 Lehrer der Sängerknaben. Außerdem bekleidete er in den folgenden Jahren im Kloster die Ämter des Präses der Bruderschaften, des Stiftspredigers, des Priors und Novizenmeisters. 1766 wurde er zudem zum Pfarrvikar der vom Kloster Metten betreuten Pfarrei Stephansposching bestellt.
Nach der Resignation von Abt Adalbert Tobiaschu wurde Lambert Kraus am 9. Oktober 1770 zum neuen Abt von Metten gewählt. Abt Lambert Kraus repräsentiert den Typus des gebildeten und kultivierten Rokoko-Prälaten. Eifer und Interesse des Abtes, der selbst ein begabter Komponist und Musiker war, galten in besonderer Weise der Singschule und der Musikpflege im Kloster. Aufgrund hoher Ausgaben für standesgemäße Repräsentation und mangelnder wirtschaftlicher Kompetenz hinterließ der ebenso prachtliebende wie kunstsinnige Abt Lambert Kraus seinem Nachfolger Cölestin Stöckl jedoch einen beachtlichen Schuldenberg, den dieser mit Sparsamkeit und wirtschaftlichem Geschick bis zum Jahr 1803 abgebaut hatte, als das Kloster im Zuge der Säkularisation aufgehoben wurde.
Neben der Musik interessierte sich Abt Lambert Kraus auch für die Physik und experimentierte selbst mit der Elektrizität. Er galt als herausragender Prediger. Seine Fähigkeiten in der lateinischen Stilistik brachten ihm den Ruf eines „Mettener Cicero“ ein. Außerdem war Abt Lambert Kraus Abgeordneter des Prälatenstandes im kurfürstlichen Regierungsbezirk Straubing.

## Werke (Auswahl)
- VIII Missae solemnes. Opus I, Augsburg 1760.
- XII Symphoniae. Opus II, Augsburg 1762.
- VIII Lytaniae Lauretanae unacum VIII Tantum ergo. Opus III, Augsburg 1764.
- Caeremoniale Monastico-Benedictinum in usum Monasterii Mettensis. Pars 1–4, Straubing 1765.
- Die bestrafte Trunkenheit. Ein Fastnachtspiel, Straubing 1759.
- Titus Manlius Torquati filius oder schwer bestrafter kindlicher Ungehorsam. Ein Trauerspiel, Straubing 1770.
- Höchst belohnter kindlicher Gehorsam. Ein Singspiel, Straubing.
- Leichenrede auf Abt Ignaz Lanz von Niederaltaich vom 26. Juli 1764, Straubing 1764.